# Тайфунник гавайський
Тайфу́нник гавайський (Pterodroma sandwichensis) — вид буревісникоподібних птахів родини буревісникових (Procellariidae). Ендемік Гаваїв. Раніше вважався конспецифічним з галапагоським тайфунником, однак був визнаний окремим видом

## Опис
Гавайський тайфунник — великий морський птах, середня довжина якого становить 43 см, розмах крил 91 см, вага 434 г. Верхня частина голови і обличчя навколо очей у нього чорнувато-коричневі, лоб, обличчя і решта голови білі. Верхня частина тіла і хвіст рівномірно темно-сірувато-коричневі, на надхвісті часто є білі плями. Нижня частина тіла біла, на грудях з боків сірувато-коричневі плями. Нижня сторона крил біла з чорними краями і кінчиками, від згину крила до його центра ідуть темні смуги. Дзьоб чорний, лапи рожеві, знизу чорні.

## Поширення і екологія

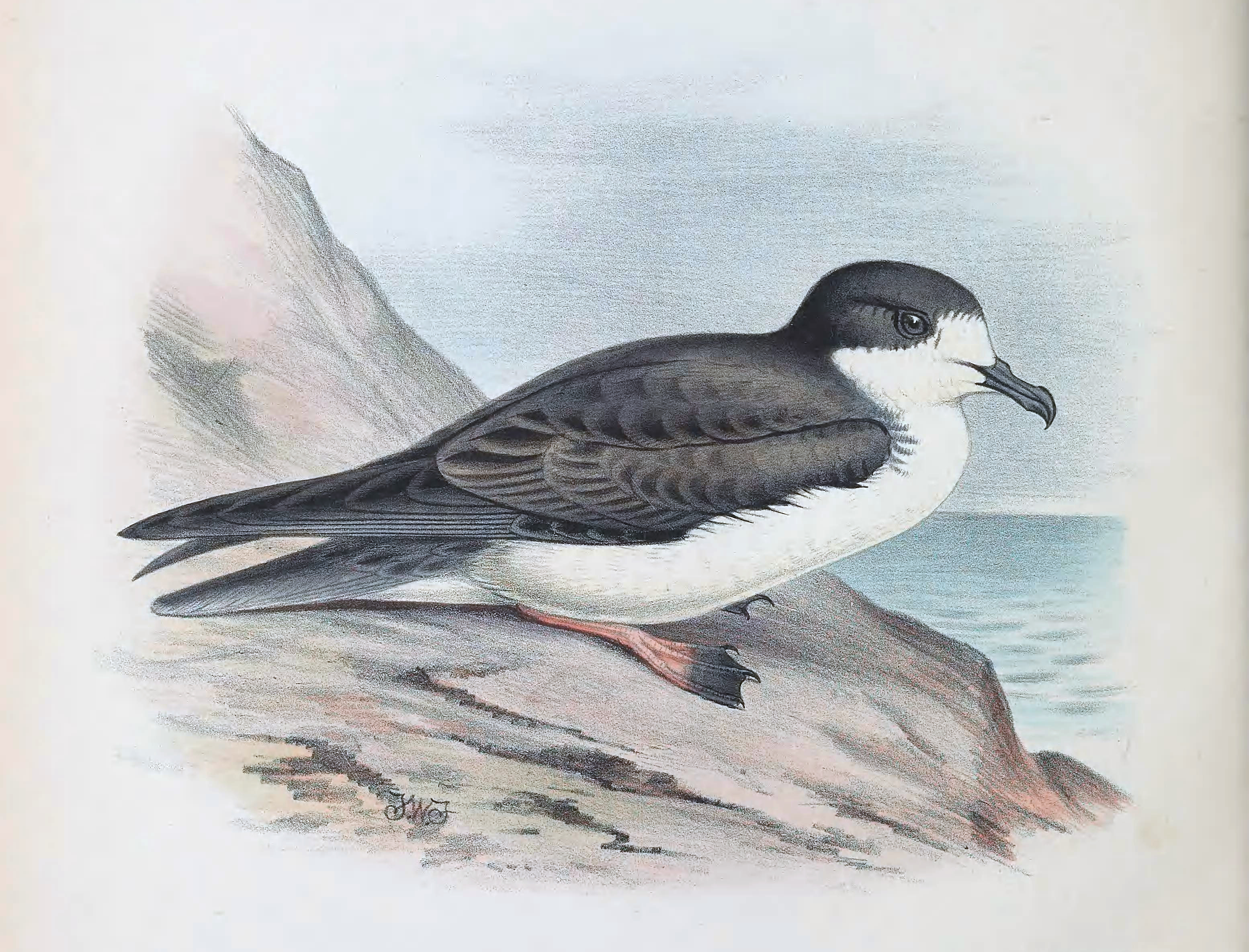
Гавайський тайфунник

Раніше гавайські тайфунники гніздилися на всіх Гавайських островах, за винятком Ніїхау. Наразі вони гніздяться переважно на схилах вулкана Халеакала на острові Мауї, менші гніздові колонії існують також на схилах вулкана Мауна-Лоа на острові Гаваї, в каньйоні Ваїмеа на острові Кауаї, на горі Ланаїхале на острові Ланаї, а також, ймовірно, на острові Молокаї. Під час негніздового періоду гавайські тайфунники широко зустрічаються в Тихому океані. Деякі з птахів, що гніздяться на Ланаї регулярно зустрічаються у водах Алеутських островів, бродячі птахи також спостерігалися на Філіппінах, в Індонезії і Японії.
Гавайські тайфунники ведуть пелагічний спосіб життя, живляться переважно кальмарами, які становлять від 50 до 75% раціону, а також рибою і ракоподібними. Вони гніздяться в норах і тріщинах серед скель, на висоті від 850 до 3000 м над рівнем моря. Сезон розмноження триває з березня по жовтень. Самиці відкладають одне біле яйце. Коли пташеня вилуплюються, батьки виходять в море і вдень шукають їжу, а вночі повертаються до гнізда.

## Збереження
МСОП класифікує цей вид як такий, що перебуває під загрозою зникнення. За оцінками дослідників, загальна популяція гавайських тайфунників становить від 7,5 до 16,6 тисяч дорослих птахів. Їм загрожує хижацтво з боку інтродукованих хижих ссавців, зокрема кішок, щурів і мангустів.